# Jules Tourgnol
 (octobre 2024).
Jules Tourgnol (né le 18 juin 1833 à Saint-Léonard-de-Noblat (Haute-Vienne) et mort le 29 septembre 1909 à Paris) est un homme politique français.

## Biographie
Professeur d'histoire et de philosophie, il est principal de collège à Baume-les-Dames de 1871 à 1886 et à Saintes de 1886 à 1895. Il collabore aussi au journal « la France du Centre », dont il devient rédacteur en chef. Conseiller municipal puis maire de Saint-Léonard-de-Noblat, conseiller général, il est député de la Haute-Vienne de 1898 à 1909, siégeant sur les bancs radicaux, où il se signale par un anticléricalisme virulent.

## Sources
- « Jules Tourgnol », dans le Dictionnaire des parlementaires français (1889-1940), sous la direction de Jean Jolly, PUF, 1960 [détail de l’édition]